# 마르틴 프렌데셰
라르스 군나르 마르틴 프렌데셰(스웨덴어: Lars Gunnar Martin Frändesjö, 1971년 7월 18일~)는 스웨덴의 은퇴한 핸드볼 선수로 포지션은 라이트윙이다. 스웨덴 핸드볼 국가대표팀의 일원으로서 1996년 하계 올림픽과 2000년 하계 올림픽에서 은메달을 획득했다.